# 2003-as magyar gyeplabdabajnokság
A 2003-as magyar gyeplabdabajnokság a hetvenharmadik gyeplabdabajnokság volt. A bajnokságban öt csapat indult el, a csapatok két kört játszottak. A bajnokságból több mérkőzés is elmaradt, nem fejezték be, a következő bajnokságtól áttértek az őszi-tavaszi rendszerre.

## Tabella
| #  | Csapat           | M | Gy | D | V | G+ | G- | P  |
| -- | ---------------- | - | -- | - | - | -- | -- | -- |
| 1. | Rosco SE         | 5 | 5  | 0 | 0 | 61 | 3  | 15 |
| 2. | Építők HC        | 3 | 2  | 0 | 1 | 27 | 3  | 6  |
| 3. | Olcote HC        | 4 | 2  | 0 | 2 | 11 | 22 | 6  |
| 4. | ARES Hungária HC | 3 | 0  | 0 | 3 | 3  | 38 | 0  |
| 5. | Tabán SC         | 3 | 0  | 0 | 3 | 2  | 38 | 0  |

* M: Mérkőzés Gy: Győzelem D: Döntetlen V: Vereség G+: Ütött gól G-: Kapott gól P: Pont